# Prix de Mai
Le Prix de Mai est un prix littéraire français fondé par Alain Robbe-Grillet en 1958 et disparu au début des années 1960. 
Moderato Cantabile de Marguerite Duras fut la première œuvre récompensée par le prix de Mai, décerné par un jury réuni à la librairie La Hune de Bernard Gheerbrant et composé de Roland Barthes, Georges Bataille, Maurice Nadeau, Louis-René des Forêts, Nathalie Sarraute et Alain Robbe-Grillet.
Le Traître, d'André Gorz, La Gana de Fred Deux (sous le pseudonyme de Jean Douassot) et Je d'Yves Velan, sans grand succès populaire mais soutenus par le jury selon la politique d'Alain Robbe-Grillet, furent les œuvres récompensées les années suivantes, avant la disparition du prix.
Participèrent également au jury Maurice Blanchot, Marthe Robert et Dominique Aury.